# Gastronomía de Tanzania
La gastronomía tanzana reúne todas las tradiciones culinarias del país. El plato más popular es el ugali, un tipo de polenta hecha con harina de maíz, mijo o yuca. Pilau es un arroz picante que se puede servir con carne o con los numerosos platos de pescado que se comen, particularmente en la costa y en la región de los Grandes Lagos.
La cocina de Tanzania varía según la región. En las regiones costeras (Dar es Salaam, Tanga, Bagamoyo, Zanzíbar y Pemba) son comunes los platos picantes y también se utiliza ampliamente la leche de coco.
Las regiones de Tanzania continental consumen diferentes alimentos. Los platos típicos de Tanzania continental incluyen wali (arroz), ugali (gachas de maíz), nyama choma (carne a la parrilla), mishkaki (carne de res marinada a la parrilla en brocheta), samaki (pescado, generalmente tilapia), pilau (arroz mezclado con varias especias), biriyani y ndizi-nyama (plátanos con carne).
Desde la llegada de una gran comunidad india a Tanzania, una parte considerable de la cocina tanzana ha sido influenciada por la cocina india.

## Productos básicos
Las verduras que se consumen habitualmente en Tanzania son la bamia (okra), que suele comerse como guiso o prepararse en un guiso tradicional llamado mlenda, la mchicha (amaranto tricolor), los njegere (guisantes), los maharage (frijoles) y el kisamvu (hojas de yuca). Tanzania cultiva al menos 17 variedades diferentes de plátanos, que se utilizan para sopas, guisos y patatas fritas.

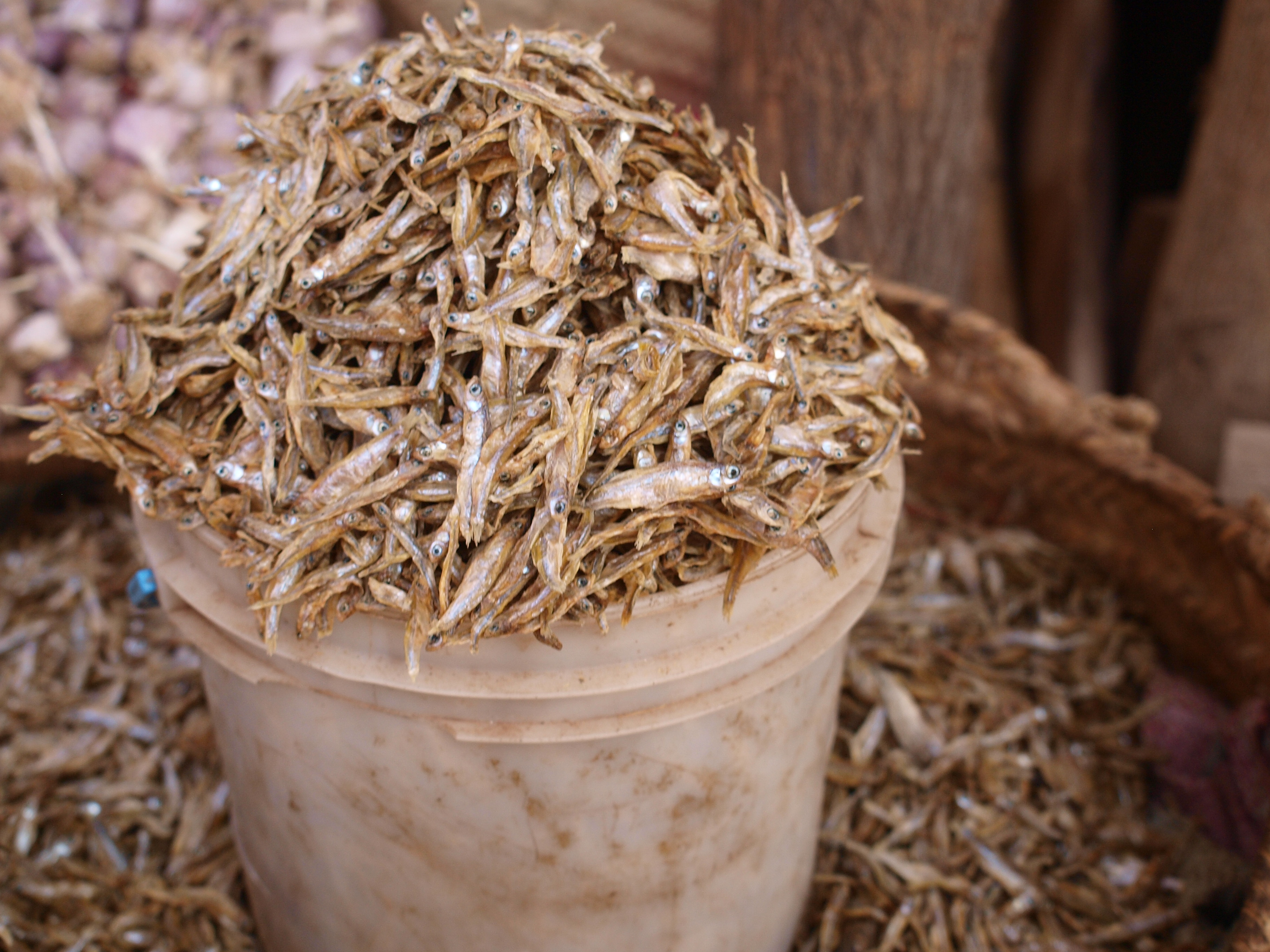
Peces pequeños en el mercado
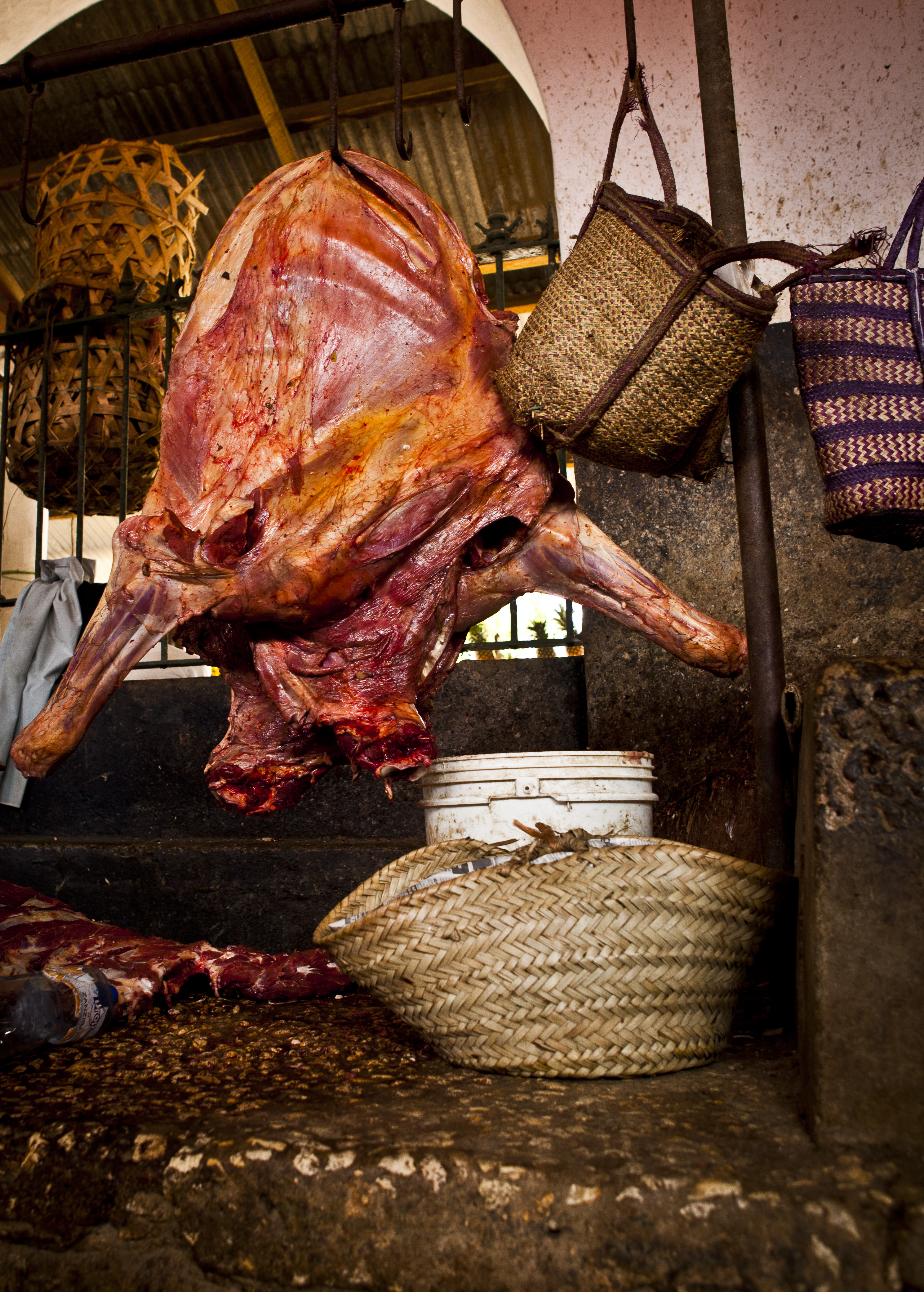
Cuarto de carne de res
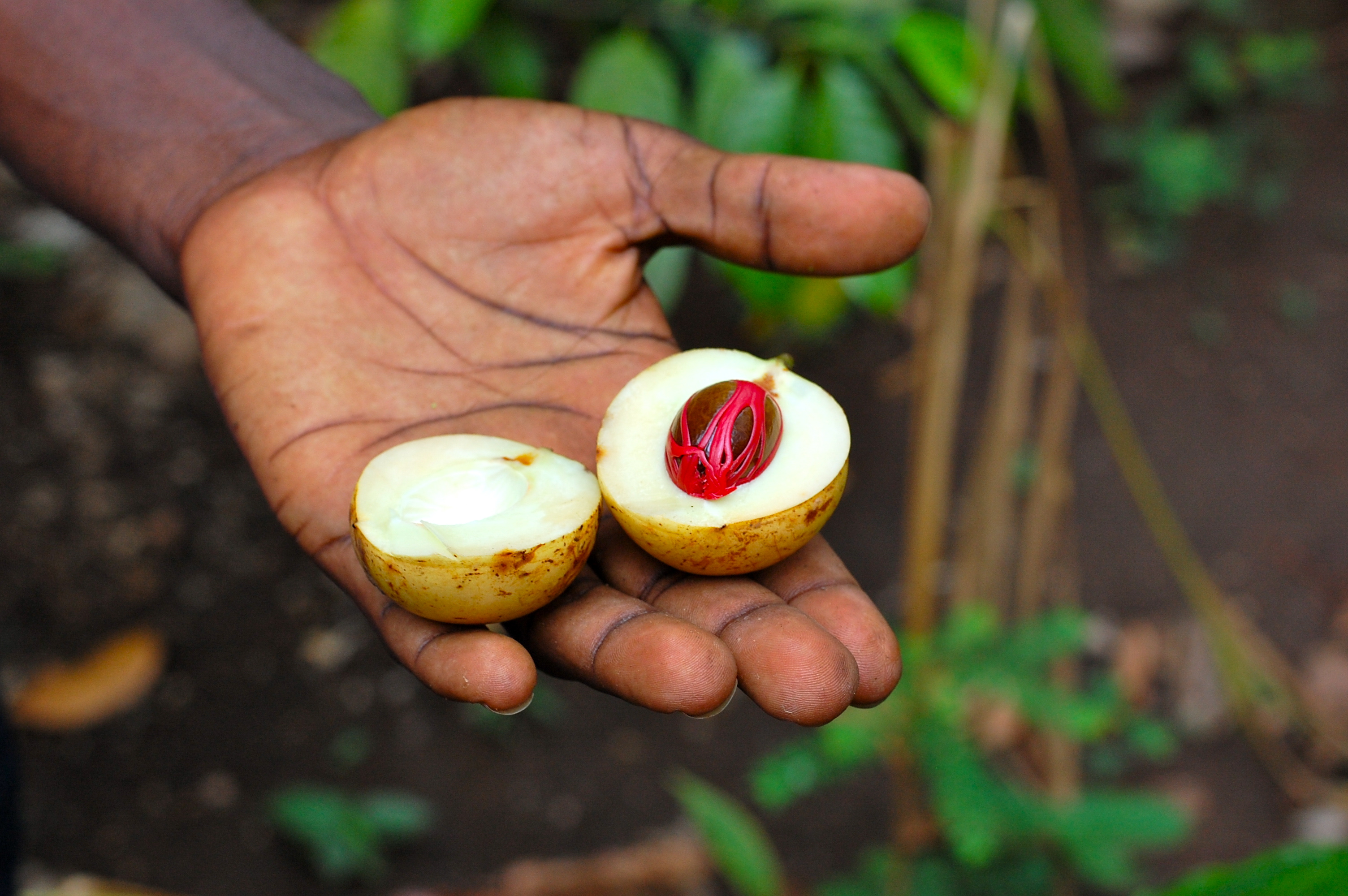
Nuez moscada de Zanzíbar
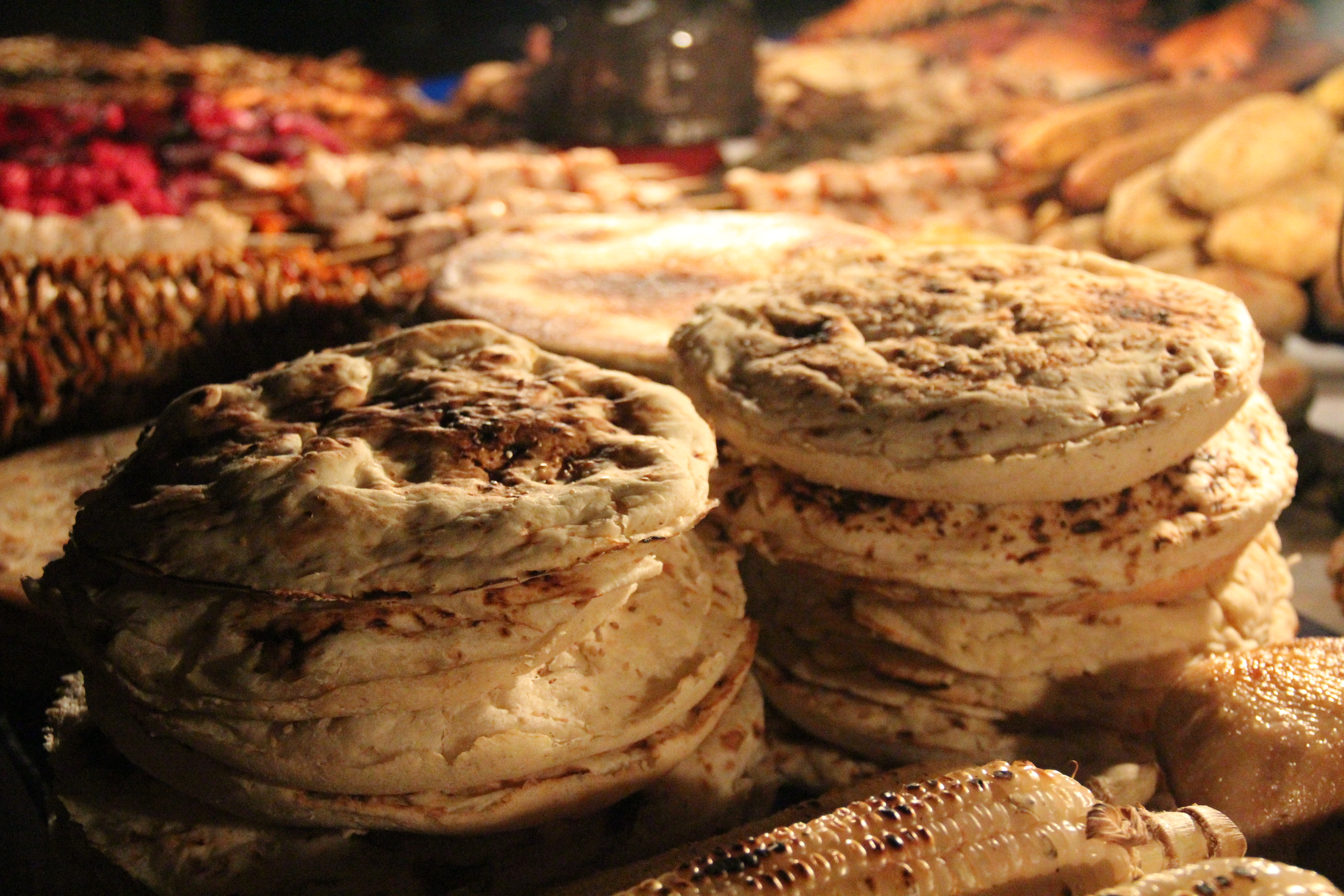
Pan de Zanzíbar
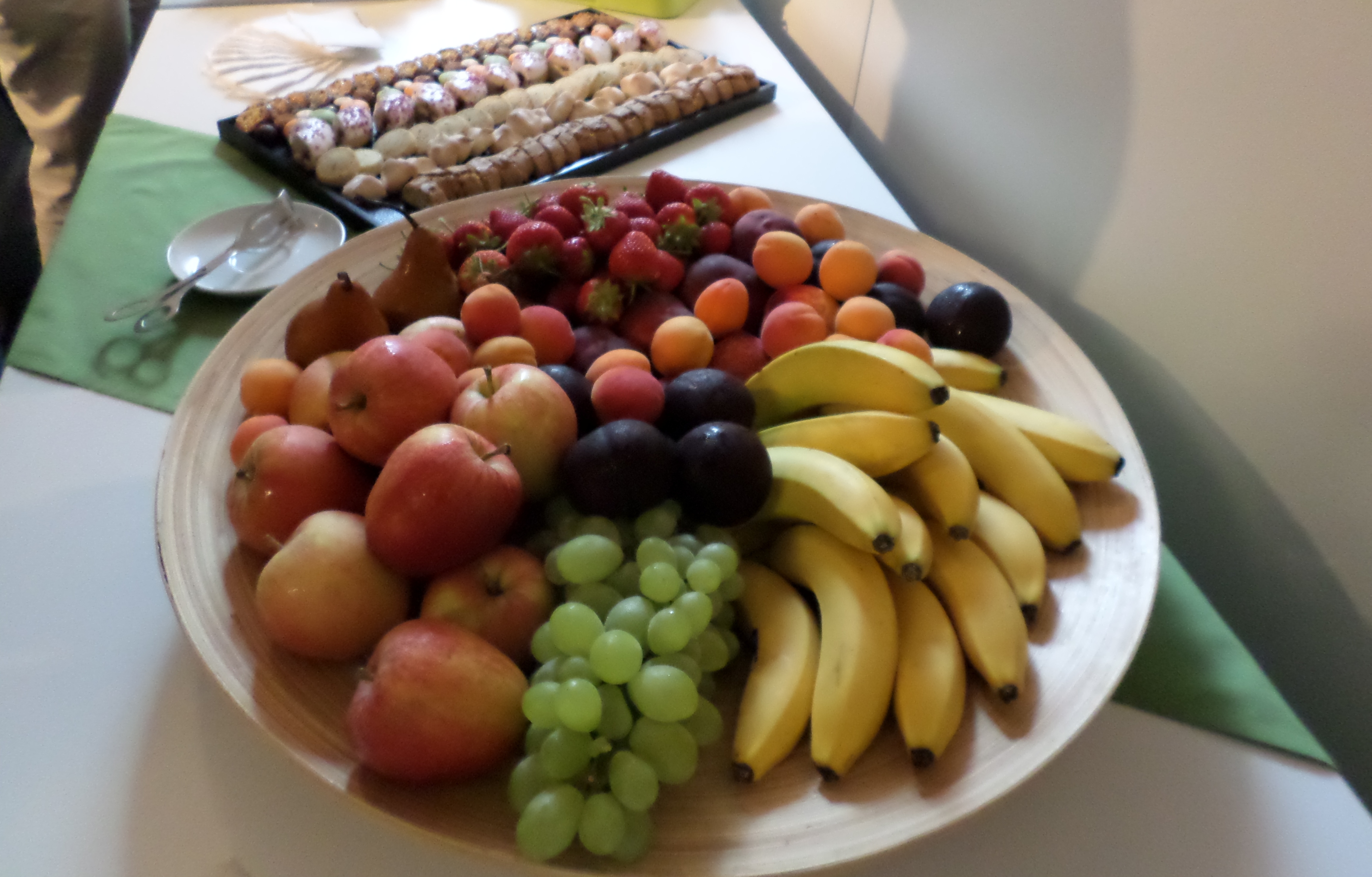
Fruta fresca (Yum yum)

## Selección de platos
Los desayunos típicos en Tanzania son el maandazi (donut frito), el chai (té), el chapati (un tipo de pan plano), las gachas y, especialmente en las zonas rurales, el chipsi mayai.

Los bocadillos de Tanzania incluyen visheti, kashata (barras de coco), kabaab (kebab), sambusa (samosa), mkate wa kumimina (pan de arroz de Zanzíbar), vileja, vitumbua (pasteles de arroz) y bagia.

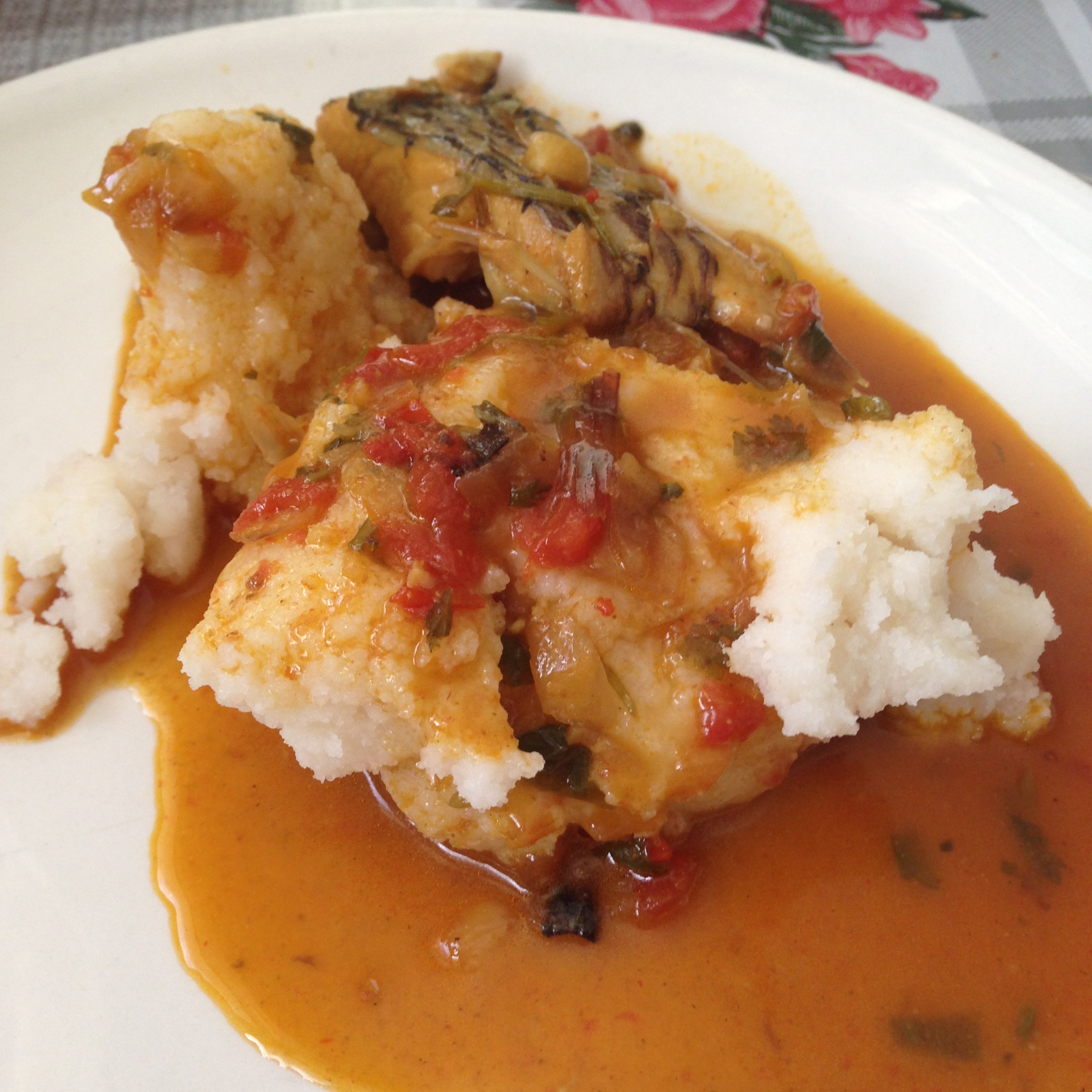
Ugali y curry de pescado
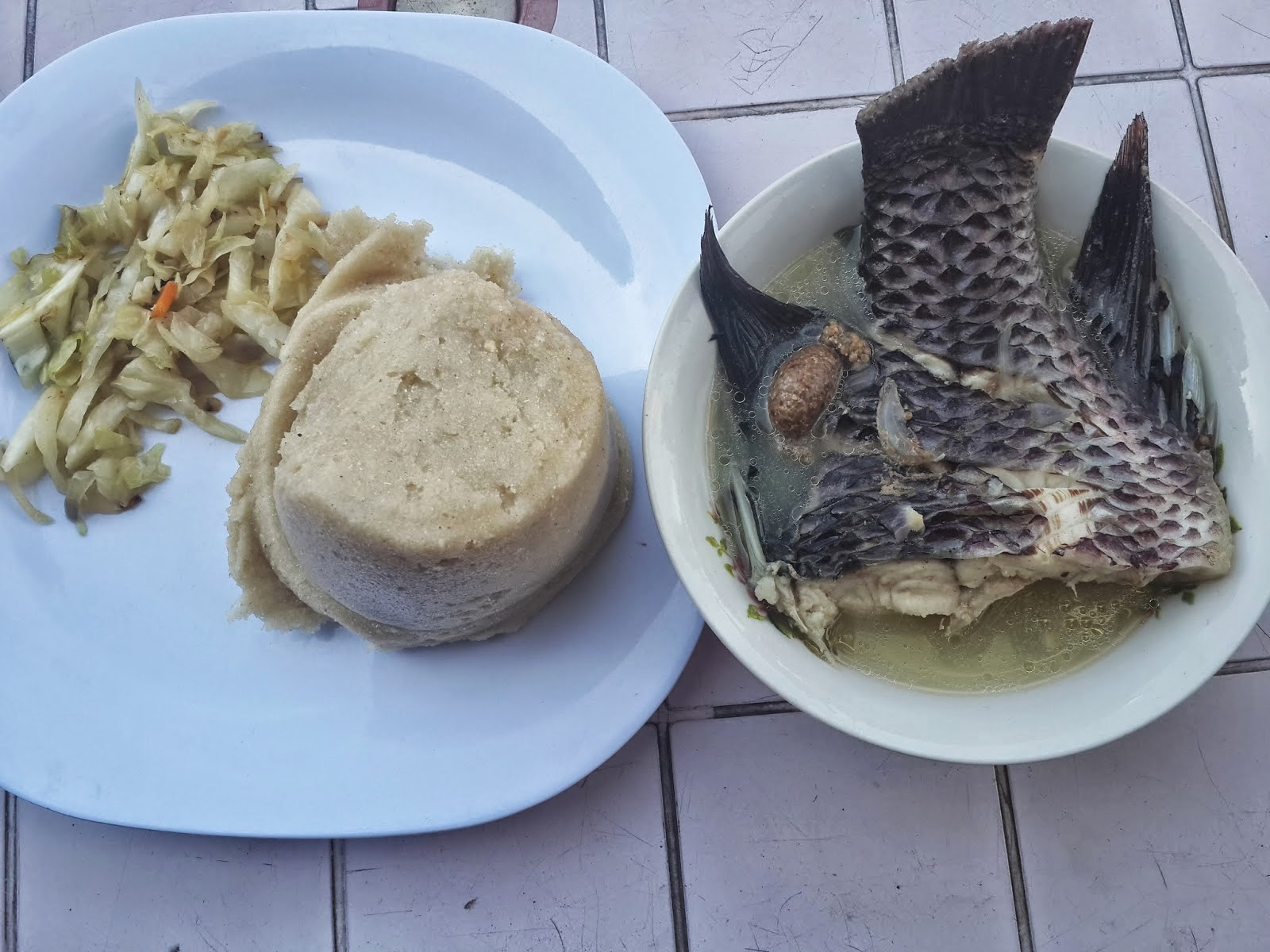
Pilau
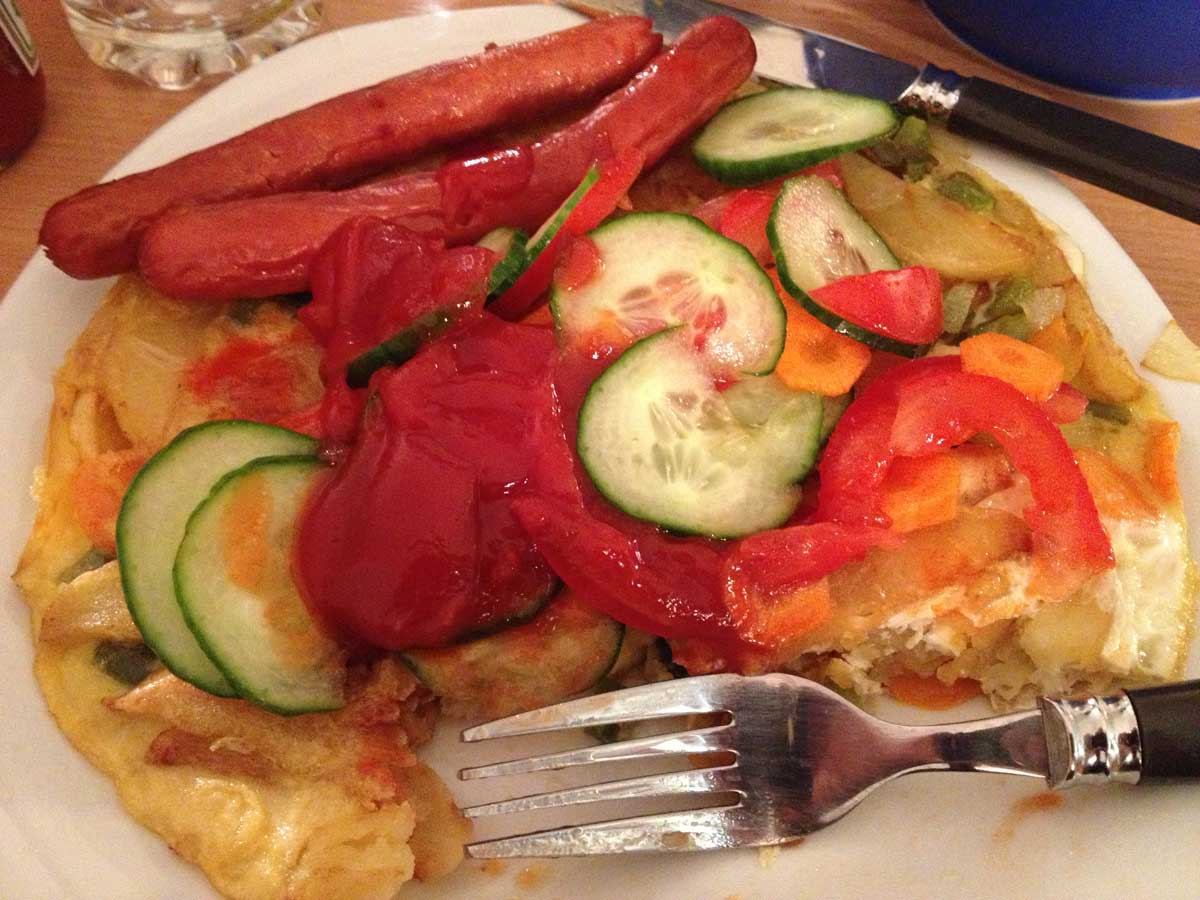
Zege
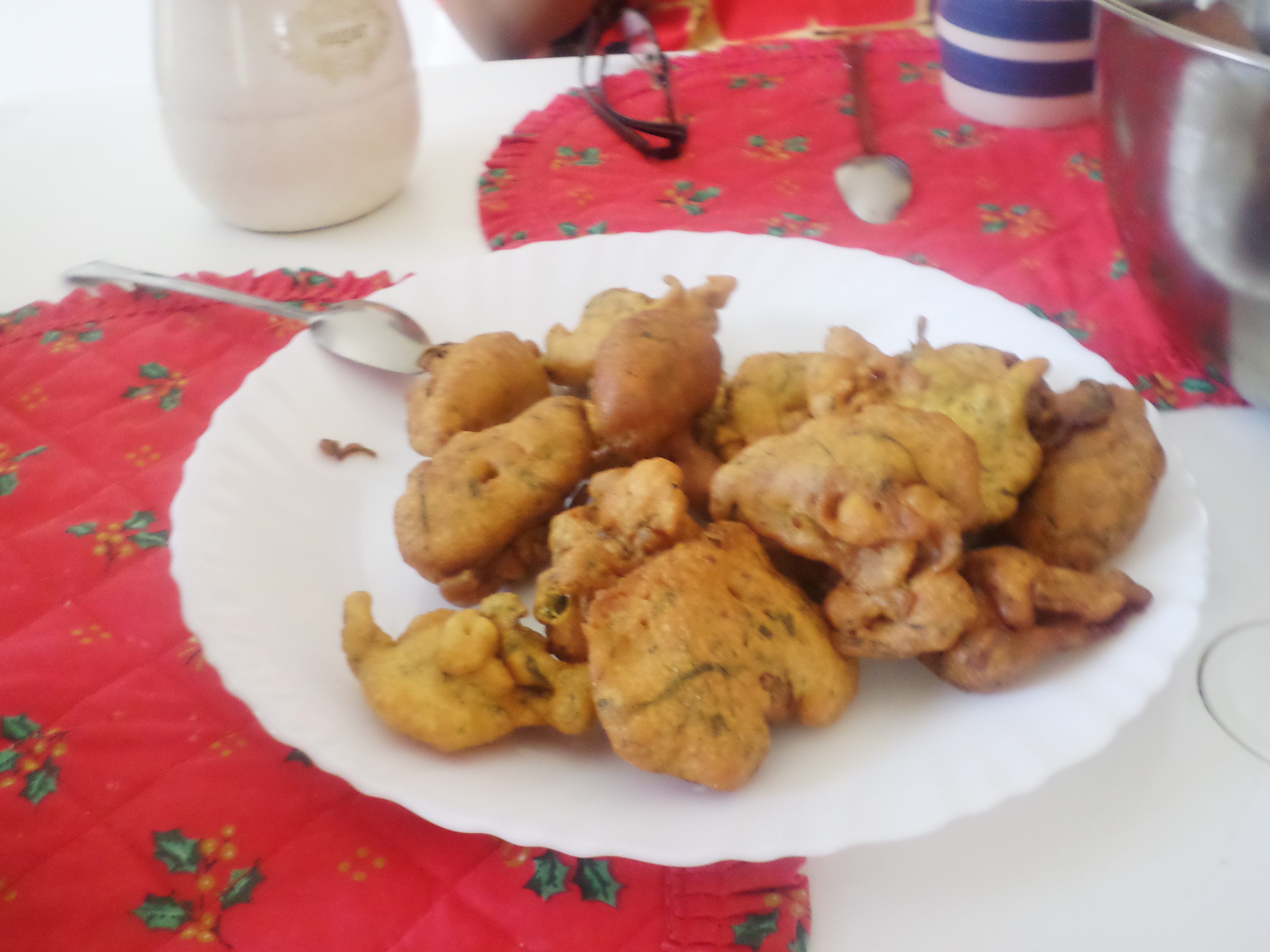
Bagia
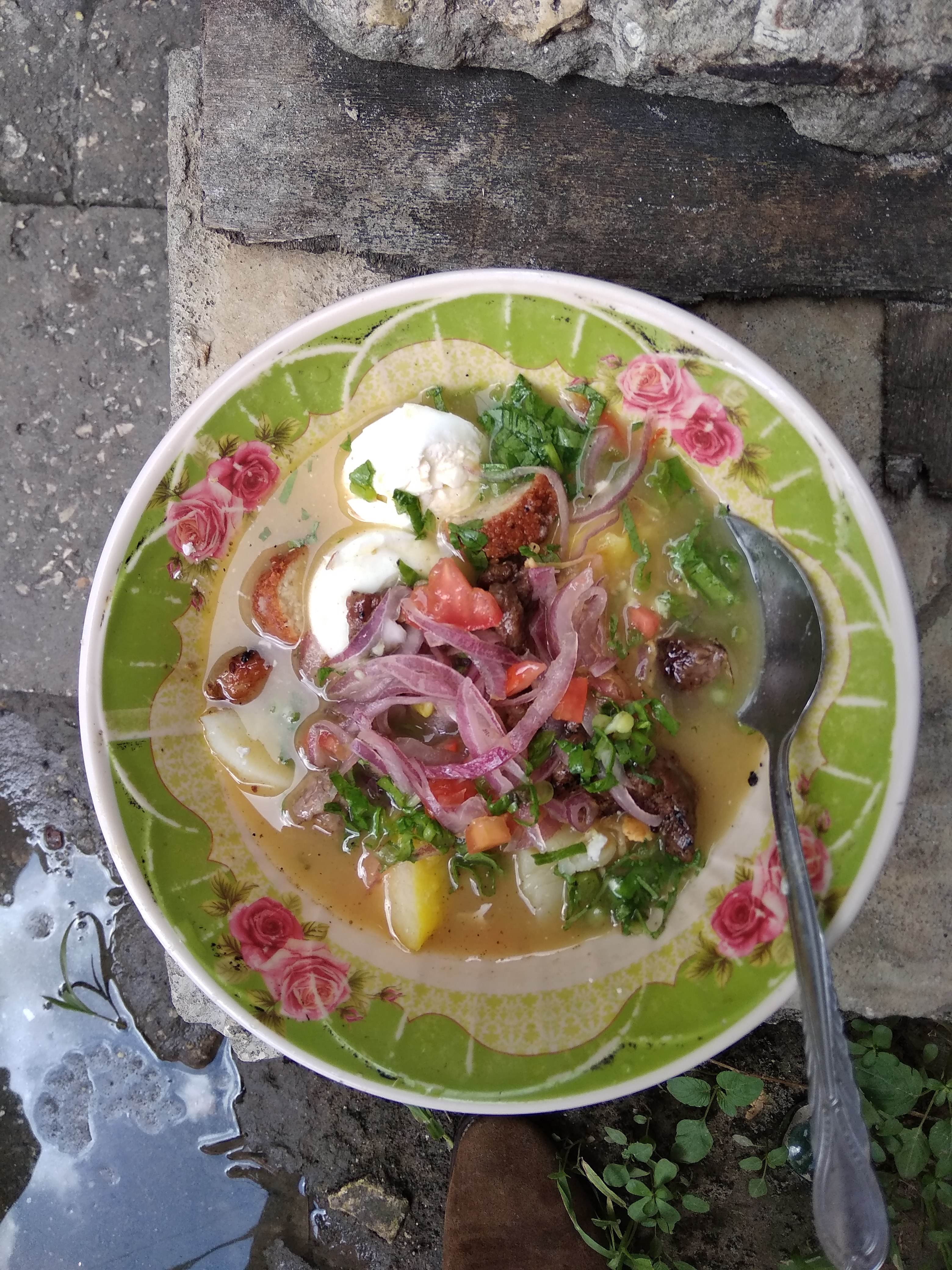
Urojo